# Sargocentron suborbitalis
Sargocentron suborbitalis är en fiskart som först beskrevs av Gill, 1863.  Sargocentron suborbitalis ingår i släktet Sargocentron och familjen Holocentridae. IUCN kategoriserar arten globalt som livskraftig. Inga underarter finns listade i Catalogue of Life.